# Großsteingrab Heringsberg
Das Großsteingrab Heringsberg oder Großsteingrab Grimschleben 1 (auch Ihringsbreite) ist eine jungsteinzeitliche Megalithanlage. Es gehört zum Typ der Großdolmen und liegt östlich von Bernburg bei Nienburg-Grimschleben in der „Steinzeitlandschaft Latdorf“ (zwischen der Saale und der L73), die aus mehreren Großsteingräbern und Grabhügeln besteht. Mit den Anlagen im Landkreis Anhalt-Bitterfeld, der Rampenkiste von Schortewitz und den Anlagen im äußersten Norden von Thüringen, ist dies die südlichste Großsteingräbergruppe im östlichen Mitteleuropa.
Im Jahre 1729, als man begann den heute noch 10 m hohen und 70 m Durchmesser messenden Heringsberg abzutragen, wurde das Großsteingrab freigelegt. Vermutlich wurden dabei Funde geborgen, die jedoch nicht erhalten sind. Damit ergibt sich ein Problem der zeitlichen Einordnung der Megalithanlage, so dass man im Kontext mit anderen Anlagen der Steinzeitlandschaft ein trichterbecherzeitliches Alter annehmen kann.

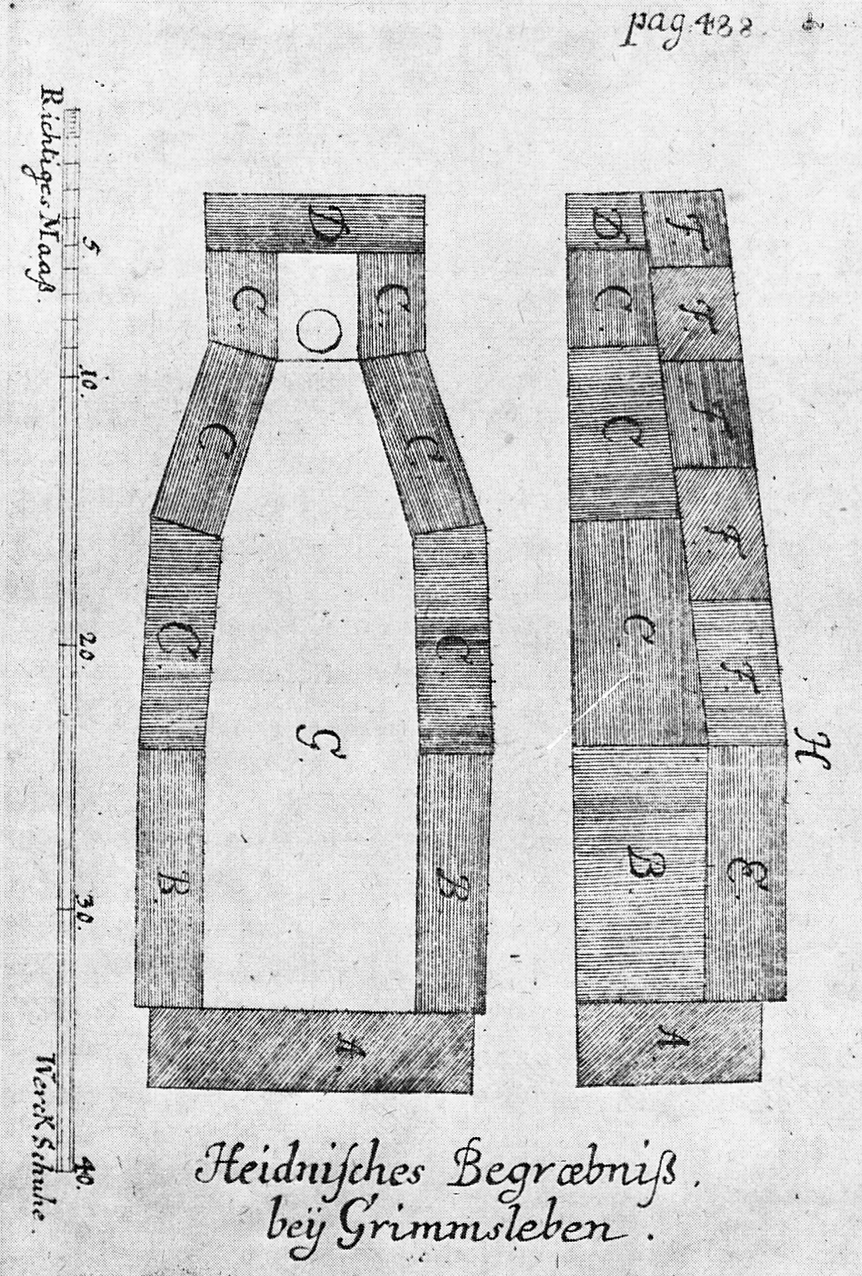
Grundriss auf Grundlage der Grabung von 1729. Caspar Abel: Teutsche und Sächsische Alterthümer, 1730

Durch die flache Bauweise und die Tatsache, dass das Grab teilweise mit Erde gefüllt ist, ist das Ende des ungewöhnlich großen Dolmens nicht genau zu erkennen. Erhalten sind sechs Tragsteine und mindestens fünf Decksteine.

## Das Grab in regionalen Sagen
Nach einer Sage soll es sich um das Grabmal eines sächsischen Fürsten namens Buzico oder Buzici handeln. Dieser soll der Ahnherr des Adelsgeschlechts der Wettiner sein. Nach einer anderen Sage soll hier ein thüringischer Held namens Ihring begraben sein. Nach ihm wurde die umliegende Flur „Ihringsbreite“ benannt, was später zu „Heringsbreite“ verballhornt wurde.